# Jacques Droëtti
Jacques Droëtti war ein italienischer Radrennfahrer.
Droëtti war für die Union Cycliste Suisse aktiv und bestritt 1899 die französischen Sprintmeisterschaften sowie 1901 den Grand Prix de Paris, ohne dabei nennenswerte Platzierungen zu erzielen.
Bei den Olympischen Spielen 1900 in Paris nahm Droëtti für das Königreich Italien an den Radsportwettbewerben teil und schied dabei im Bahnsprint im Vélodrome de Vincennes in der ersten Runde aus.